# 中国2010年上海世界博览会韩国馆
中国2010年上海世界博览会韩国馆是2010年上海世博会上代表韩国的展馆，位于世博园区A片区，占地面积为6000平方米。韩国馆的主题是“和谐城市，多彩生活”，形象大使则是韩国女演员张娜拉。
韩国馆的外观整体形态是以巨大的韩文字母相接而成，而在外墙上还有无数小型的韩文字母，被称为“韩文像素”。展馆内部则分为三层。第一层是一个缩小300倍的韩国首都首尔。第二层则有各种韩国的城市信息。另外，在二楼的“汉风”展区，还展示了在韩国具有人气的中国电影和文学作品，包括《三国演义》等。

## 外部連結
- 上海世博會韓國館網站